# Carmen Castellucci
Pour les articles homonymes, voir Castellucci.
Pas d'image ? Cliquez ici

a Compétitions nationales et continentales officielles uniquement.

b Matchs officiels uniquement.
Dernière mise à jour le 23 juillet 2025.
Carmen Castellucci, née le 26 août 2002 à Grenade (Espagne), est une joueuse internationale espagnole de rugby à XV. Elle évolue en deuxième ligne et en troisième ligne centre.

## Biographie
Fille d'un joueur de rugby à XV franco-italien, Carmen Castellucci baigne dans le rugby dès son enfance. Elle s'essaie au rugby à l'âge de huit ans mais l'expérience est mitigée : elle est la seule fille de son équipe et son éducateur n'est pas à l'aise avec une présence féminine dans l'équipe. Elle préfère le basket-ball, qu'elle pratique pendant sept ans. C'est adolescente, alors qu'elle s'ennuie durant ses vacances d'été, qu'elle intègre l'entrainement à toucher de l'équipe vétéran où joue son père. Elle intègre l'équipe masculine de l'université de Grenade, où l'entraineur n'est autre que l'éducateur de son enfance, pas plus à l'aise avec les filles qu'avant. Elles sont trois joueuses dans le groupe. Au bout de sa première saison, alors qu'elle n'a que seize ans, elle part jouer au Complutense Cisneros, à Madrid, toujours avec les garçons. Mais cette fois, elles sont six joueuses et l'entraineur n'a aucun problème à les intégrer. Deux ans plus tard, elle rejoint Séville afin de terminer ses études. Dans le même temps, elle est acceptée au centre de formation du club de basket-ball professionnel du Valence Basket : elle hésite longtemps avant d'abandonner le basket-ball. Mais c'est quand elle réalise qu'elle est petite pour son poste qu'elle décide de se consacrer exclusivement au rugby.[réf. nécessaire]
En 2021, elle devient internationale espagnole face à la Russie.
Carmen Castellucci joue ensuite deux saisons en Championnat de France, sous les couleurs de l'AC Bobigny 93.
En 2023, elle signe au Gloucester-Hartpury RFC, une étape qui arrive bien plus tôt que prévu puisqu'elle ne pensait pas pouvoir accéder au Championnat d'Angleterre avant de devenir une joueuse confirmée. Elle retrouve à Kingsholm sa compatriote Laura Delgado. Elle fait partie du programme « Champions of tomorrow » et mène des séances d'entrainement auprès de collégiennes et lycéennes.[réf. nécessaire] Elle est sélectionnée pour la première édition du WXV 3. Au mois de décembre, elle se blesse sérieusement au dos et rate la deuxième partie de saison, dont le Championnat d'Europe. Elle est toutefois prolongée par son club.
En octobre 2024, Carmen Castellucci est sélectionnée pour jouer le WXV 3, remporté par l'Espagne et qualificatif pour la Coupe du monde 2025. Début 2025, elle est opérée d'un genou, ce qui lui fait rater la fin du Championnat d'Angleterre ainsi que le Championnat d'Europe 2025.[réf. nécessaire] Elle n'est pas remise à temps pour intégrer le groupe espagnol qui prépare la Coupe du monde. Durant l'intersaison, elle rejoint les Sale Sharks où joue sa compatriote Alba Capell. 

## Palmarès

### En club
- Vainqueur du Championnat d'Espagne en 2020.
- Vainqueur du Championnat d'Angleterre en 2024 et 2025.

### En équipe nationale
- Vainqueur du Championnat d'Europe en 2022 et 2023.
- Vainqueur du WXV 3 en 2024.